# Arima Kihei
Arima Kihei foi um samurai japonês do século XVI, conhecido por ser o primeiro oponente derrotado e morto pelo lendário Miyamoto Musashi quando este ainda tinha apenas 13 anos. Pouco se sabe sobre Kihei antes do combate com Musashi em 1596.
Kihei era praticante do estilo Kashima shintō-ryū, fundado por Tsukahara Bokuden. Em 1596, Kihei chegou à aldeia de Hirafuku, na província de Harima, em busca de um combate com quem quisesse desafiá-lo. Entretanto, quem respondeu ao desafio, estampado na aldeia em caracteres dourados, foi o jovem Musashi, de apenas 13 anos. Ao saber que se tratava de um menino, Kihei propôs ao tio de Musashi, o sacerdote Dorinbo, que seu sobrinho fizesse um pedido formal de desculpas, acreditando se tratar de uma simples travessura. Na manhã seguinte, Musashi deveria encontrar Kihei para fazer o pedido de desculpas, mas em vez disso, o atacou com seu bastão. Kihei desembainhou sua espada e respondeu ao ataque, iniciando um combate que, alguns golpes depois, terminaria com Kihei espancado até a morte por Musashi.
No Livro dos Cinco Anéis, Musashi se refere à luta com Arima Kihei em uma passagem: "Muito tempo atrás, na minha juventude, dediquei minha mente às artes marciais, e enfrentei meu primeiro combate quando tinha treze anos. Meu adversário era um habilidoso praticante de artes marciais do estilo Shintō-ryū, Arima Kihei, a quem derrotei."